# The Last Hope: Dead Zone Survival
The Last Hope: Dead Zone Survival é um jogo eletrônico de sobrevivência desenvolvido pela VG Games exclusivamente para o Nintendo Switch. O jogo gira em torno de Brian Lee, um homem que é enviado ao futuro para investigar uma epidemia de zumbis acompanhado de sua filha, Eva. A jogabilidade consiste em matar zumbis e coletar recursos enquanto explora uma cidade.
O jogo foi lançado em 30 de junho de 2023 e foi mal recebido pela crítica, que o considerou uma cópia de The Last of Us de 2013; Eva, de The Last Hope, foi considerada muito semelhante à personagem Ellie de The Last of Us. Outras críticas comuns ao jogo incluíram o uso de publicidade enganosa, jogabilidade frustrante e lançamento com vários bugs. O jogo foi removido da Nintendo eShop no dia 1 de agosto de 2023, e seus trailers foram retirados por ordem da Sony Interactive Entertainment. Ele foi usado como exemplo de shovelware da Nintendo eShop e foi considerado um dos piores videogames de 2023.

## Jogabilidade

O jogador, Brian Lee, atirando em uma horda de zumbis com Eva encolhida ao fundo.

A jogabilidade de The Last Hope: Dead Zone Survival consiste em matar zumbis enquanto explora uma cidade pós-apocalíptica como o protagonista Brian Lee. O jogador possui uma barra de saúde e outra de resistência, e pode acessar quatro armas ao longo do jogo: uma pistola, um rifle de assalto, um taco de beisebol e um coquetel molotov fabricável. O jogo apresenta outros objetivos para o jogador completar, como arrombar fechaduras com uma gazua. Enquanto completa tais objetivos, Brian Lee é acompanhado por Eva. Encontros próximos com inimigos farão com que Eva fuja e se esconda. Uma vez neste estado, ela não consegue sair até que todos os zumbis nas proximidades sejam eliminados. Se Eva morrer, o jogador será enviado de volta ao último ponto de salvamento. Há uma quantidade limitada de munição no jogo, e o taco de beisebol drenará a resistência do jogador, que não se regenerará sem o uso de um item limitado. Como resultado disso, erros cometidos pelo jogador podem criar uma situação impossível de vencer.

## Enredo
Em The Last Hope: Dead Zone Survival, prevê-se que uma epidemia de zumbis aconteça em um futuro próximo, que eliminará 95% da população mundial, infectará 4% e deixará 1% para sobreviver. No intuito de investigar estas informações, um homem chamado Brian Lee é enviado ao futuro e acorda em uma enfermaria de hospital. Depois de sair do hospital e ir a uma biblioteca, ele encontra uma garota tentando se esconder chamada Eva, que garante a Brian que ela não está infectada, embora diga que precisa de remédios da farmácia e que sua mãe está morta. Logo após os dois se conhecerem, Eva revela que ela é a filha de Brian no futuro. Ao longo do jogo, Brian acompanha Eva pela cidade enquanto mata zumbis. Depois de atravessar a cidade e derrotar os mortos-vivos, eles encontram um barco e partem em segurança.

## Desenvolvimento e lançamento
The Last Hope foi feito pela desenvolvedora Virtual Global Games (VG Games), uma empresa sediada em Quixinau. A empresa também é conhecida como West Connection Limited. Antes da criação do jogo, a VG Games era conhecida por criar títulos de baixa qualidade para Nintendo Switch, como Need for Drive – Car Racing e Gangster Life: Criminal Untold, Cars, Theft, Police. The Last Hope foi lançado exclusivamente para a Nintendo eShop no Reino Unido em 30 de junho de 2023. Um lançamento internacional nunca ocorreu e não se sabe se o jogo tinha planos para lançamento em outras regiões.
O trailer do jogo viralizou no YouTube e recebeu cobertura da mídia. De acordo com o TheGamer, o jogo foi baixado milhares de vezes possivelmente devido ao seu preço baixo. O jogo foi removido da eShop no dia 1 de agosto e seus trailers foram retirados pouco tempo depois em razão de reivindicações de direitos autorais da Sony Interactive Entertainment.

## Recepção

O design de Eva foi criticado pelo plágio evidente do modelo da personagem Ellie de The Last of Us.

Desde o seu lançamento, The Last Hope foi mal recebido pela crítica. Diversas publicações apontaram o design dos personagens plagiados do jogo. O Kotaku se referiu ao jogo como a versão de "loja de 1,99" de The Last of Us, apontando que Eva usava a mesma roupa que Ellie e tinha uma aparência bastante semelhante. Chris McMullen do The Escapist comparou sua personalidade à de uma "carcaça de iaque em decomposição". A jogabilidade também foi duramente criticada. Andrew Heaton da Digital Foundry considerou-o o pior jogo que já havia jogado, citando a munição limitada que tornava alguns cenários de combate impossíveis, os dados salvos sendo apagados ao pular telas de carregamento e uma sala inacessível devido à necessidade de controles de teclado. McMullen também comparou a experiência de jogar à tortura, e James Stephanie Sterling o descreveu como uma "merda dissimulada e desleixada". McMullen criticou a escrita desajeitada citando como exemplo a mensagem "você está morta" (em letras maiúsculas) na tela de fim de jogo, e também a fala de Brian "Igual à minha filha que ainda está por vir" ao conhecer Eva.
O desempenho do jogo foi outra reclamação comum. A Digital Foundry apontou inúmeras falhas gráficas e de performance, como portas que poderiam travar o jogo, quedas na taxa de quadros e sombras tremeluzentes. Essas falhas foram citadas por outras publicações como provas de que o jogo praticava publicidade enganosa para os consumidores, já que a descrição do jogo na eShop anunciava um "enredo cativante", "gráficos envolventes" e "escolhas significativas". O jogo foi considerado um exemplo de um problema de shovelware abundante na Nintendo eShop, que foi notada por ter uma grande variedade de jogos de baixa qualidade. O Kotaku argumentou que a Nintendo precisa implementar um controle de qualidade em sua loja. A Digital Foundry disse que The Last Hope é um exemplo da "depravação que se alastra em certos setores da indústria", rotulando o jogo como "fraude" e sem "nenhum recurso redentor". O TheGamer atribuiu o aumento nas vendas na Nintendo eShop ao "senso mórbido de curiosidade" dos consumidores que viram a recepção negativa do jogo nas manchetes, seguida de uma alegação imediata de que o jogo era uma "cópia descarada". Victoria Kennedy da Eurogamer considerou o jogo de forma bem humorada como um exemplo da piada "temos The Last of Us em casa", referindo-se à opinião de que The Last Hope é uma cópia de baixa qualidade de The Last of Us, e a Eurogamer Alemanha escreveu que um teste de padrões televisivo seria mais divertido de assistir. Tanto o Kotaku quanto a IGN consideraram o jogo como um dos piores de 2023.